# Pardosa linguata
Pardosa linguata är en spindelart som beskrevs av F. O. Pickard-Cambridge 1902. Pardosa linguata ingår i släktet Pardosa och familjen vargspindlar. Inga underarter finns listade i Catalogue of Life.